# Eliran Danin
Eliran Danin (en hebreo: אלירן דנין‎; n. 29 de marzo de 1984) es un futbolista israelí que actualmente juega como defensor para el Hapoel Ashkelon de Ligat ha'Al.

## Clubes
| Club                      | País   | Año         |
| ------------------------- | ------ | ----------- |
| Beitar Jerusalén          | Israel | 2003 - 2006 |
| Hapoel Kfar Saba          | Israel | 2006 - 2007 |
| Maccabi Haifa             | Israel | 2007 - 2008 |
| Beitar Jerusalén          | Israel | 2008 - 2010 |
| Maccabi Petah-Tikvah      | Israel | 2010 -2011  |
| Hapoel Acre               | Israel | 2011-2012   |
| Hapoel Tel Aviv FC        | Israel | 2012-2013   |
| Hapoel Acre Football Club | Israel | 2013-2014   |
| Hapoel Ashkelon           | Israel | 2014-       |

## Honores
- Copa de Israel (1):
  - 2009

- Copa Toto (1):
  - 2009-10